# Synektik
Synektik (griech. „synechein“ = etwas miteinander in Verbindung bringen, verknüpfen) ist eine Kreativitätsmethode, die die unbewusst ablaufenden Denkprozesse anregt. Diese Methode wurde von William Gordon ab 1944 entwickelt und ist durch sein Buch „Synectics: The development of creative capacity“ aus dem Jahre 1961 weltweit bekannt geworden. Die Synektik gliedert den kreativen Prozess in mehrere Phasen.

## Ablauf
Als Grundprinzip gilt „Mache dir das Fremde vertraut und verfremde das Vertraute.“ Begonnen wird daher mit einer gründlichen Problemanalyse. Danach erfolgt die Verfremdung der ursprünglichen Problemstellung durch Bildung von Analogien. Es wird versucht, durch Analogieschlüsse neue und überraschende Lösungsansätze zu finden.
Im Einzelnen gliedert sich eine synektische Sitzung in folgende Phasen:
1. Problemdefinition: Eindeutige Definition des Problems
2. Spontane Lösungen: Es werden spontan einfallende Ideen erfasst
3. Neuformulierung: Die spontanen Lösungen werden genutzt, um das Problem neu zu formulieren
4. Direkte Analogien 1: Es werden Analogien, zum Beispiel aus der Natur (Bionik), gebildet
5. Persönliche Analogien: Es werden persönliche Analogien gebildet, um die persönliche Identifikation der Teilnehmer mit dem Problem zu erreichen
6. Symbolische Analogien (Kontradiktionen): Es werden symbolische Analogien gebildet
7. Direkte Analogien 2: Es werden direkte Analogien zu den gefundenen symbolischen Analogien gesucht, zum Beispiel aus der Technik
8. Analogieanalyse: Analyse der direkten Analogien aus dem letzten Schritt
9. „Force-Fit“: Die letzten Analogien werden mit dem Originalproblem in Verbindung gebracht
10. Entwicklung von (konkreten) Lösungsansätzen

## Anforderungen
Die Synektik stellt höhere Anforderungen an die Anwender als das Brainstorming, weil
- der Verfahrensablauf durch die vielen Schritte komplexer ist,
- das Finden von Analogien erlernt werden muss, um es auf effiziente Weise anwenden zu können,
- qualifizierte Moderatoren (in der Synektik auch als „juggler“ bezeichnet) verlangt werden und
- Hemmungen, vor allem bei der Bildung persönlicher Analogien, zu überwinden sind.

## Gruppenzusammensetzung
Die Synektik sollte in Gruppen angewandt werden, deren Zusammensetzung etwa mit Brainstorming-Gruppen identisch ist. Auch Einzelpersonen können die Synektik-Schritte abarbeiten.

## Zeitaufwand
Eine Synektiksitzung verlangt mehr Zeitaufwand als die Durchführung eines Brainstormings. Einschließlich der Problemanalyse sollte man etwa einen halben Tag ansetzen. Diese Zeit kann in Abhängigkeit vom Problem ohne weiteres über- oder unterschritten werden.

## Durchführungsempfehlungen
In erfahrenen Synektik-Gruppen kann die Moderatorenrolle reihum wandern.
Bei der Durchführung von synektischen Sitzungen ist es empfehlenswert, den Gesamtablauf – also auch die Verfremdungsschritte – für alle Teilnehmer sichtbar an einer Tafel, auf Flip-Charts, mit dem Tageslichtprojektor oder einem Beamer zu protokollieren. Dies erfolgt durch den Moderator selbst oder durch einen Assistenten.

## Einsatz im Unterricht
Die Synektik lässt sich recht gut im problemlösungsorientierten Unterricht einsetzen. Sie ermöglicht als Unterrichtsmethode die Entwicklung des kreativen und des kritischen Denkens. Die Synektik wird z. B. genutzt, um Schülern den Einstieg in das Schreiben eigener Gedichte zu erleichtern.